# Tomer Ben Josef
Tomer Ben Josef (hebr. תומר בן יוסף ang. Tomer Ben Yosef; ur. 2 września 1979 w Petach Tikwie) – izraelski piłkarz występujący na pozycji środkowego obrońcy w Beitarze Jerozolima.

## Kariera
Rozpoczął swoją karierę w juniorskich drużynach Maccabi Petach Tikwa. Zanim w roku 1995 awansował do pierwszej drużyny występującej w Ligat ha’Al, grał w niej razem z innymi znanymi piłkarzami Maccabi – Galem Albermanem i Omerem Golanem.
Zanim w roku 2005 odszedł z Maccabi, zwyciężył z tą drużyną Puchar Ligi, zdobył wicemistrzostwo Izraela i był finalistą Pucharu Izraela.